# Jörg Barthel
Jörg Barthel (* 22. Juni 1962) ist ein deutscher ehemaliger Fußballspieler. Für die Betriebssportgemeinschaft BSG Glückauf Sondershausen spielte er in den 1980er Jahren in der DDR-Liga, der zweithöchsten höchsten Liga im DDR-Fußball.

## Sportliche Laufbahn
Bis 1983 spielte Jörg Barthel mit der BSG Stahl Lugau in der viertklassigen Bezirksklasse Karl-Marx-Stadt. Zur Saison 1983/84 wechselte er zum DDR-Ligisten Glückauf Sondershausen, wo man ihn als Stürmer vorsah. Trainer Manfred Willing zögerte jedoch, den jungen und unerfahrenen Barthel sofort einzusetzen, erst als der bisher aufgebotene Linksaußenstürmer Armin Schmidt in der Rückrunde ausfiel, kam Barthel als Einwechselspieler zu zwei Kurzeinsätzen. Die Situation änderte sich, als mit Werner Sewe in der Saison 1984/85 ein neuer Trainer die BSG Glückauf übernahm. Er setzte Barthel von Beginn an in den Ligaspielen ein, zuerst als Mittelstürmer, später auf Linksaußen. Barthel bedankte sich für das Vertrauen mit drei Toren. 
Im Mai 1985 wurde Barthels Höhenflug jäh unterbrochen, als er zum Wehrdienst in der Nationalen Volksarmee eingezogen wurde. Als Barthel im Oktober 1986 aus dem Militärdienst entlassen wurde, kehrte er wieder zur BSG Glückauf zurück, wurde aber erst im Frühjahr 1987 wieder nur als Einwechsler mit zwei Kurzeinsätzen in der DDR-Liga eingesetzt. Die BSG musste am Saisonende aus der DDR-Liga absteigen. Ihr gelang genauso wie Jörg Barthel (27 DDR-Ligaspiele, drei Troe) nicht mehr die Rückkehr in den höherklassigen Fußball.